# Pro Cornelio
L'Oratio pro Gaio Cornelio (Orazione in difesa di Gaio Cornelio), meglio nota semplicemente come Pro Cornelio o Pro G. Cornelio, è un discorso giudiziario pronunciato nel 65 a.C. dall'oratore romano Marco Tullio Cicerone. Dell'orazione sono pervenuti ad oggi solo scarsi frammenti.
L'accusa contro Cornelio fu formulata da alcuni esponenti in vista della fazione degli ottimati, tra cui Quinto Cecilio Metello Pio, Quinto Ortensio Ortalo, Lucio Licinio Lucullo e Quinto Lutazio Catulo. All'assistito di Cicerone si rinfacciavano alcune irregolarità che avrebbero segnato proposta di legge sui brogli elettorali che egli aveva avanzato l'anno precedente in qualità di tribuno della plebe. La difesa di Cicerone ebbe tuttavia successo e Cornelio fu assolto. L'oratore arpinate, tramite l'orazione, tentò di guadagnare l'appoggio di Pompeo, cui Cornelio era legato, e acquistò al contempo una certa popolarità tra la plebe; non si può tuttavia escludere che Cicerone condividesse gli orientamenti moderati del tribuno, la cui attività era contrapposta a quella demagogica e violenta di Gaio Manilio.